# Mimostedes decellei
Mimostedes decellei är en skalbaggsart som beskrevs av Stefan von Breuning 1968. Mimostedes decellei ingår i släktet Mimostedes och familjen långhorningar. Inga underarter finns listade i Catalogue of Life.